# Smith & Wesson
Smith & Wesson er en amerikansk virksomhed, som fremstiller håndvåben. Virksomheden er den største fremstiller af håndvåben i USA. Virksomhedens hovedsæde ligger i Springfield, Massachusetts. Firmaet blev dannet af Horace Smith og Daniel B. Wesson i 1852.
Smith & Wesson har lavet en lang række håndholdte pistoler og revolvere. De producerer også bl.a. håndjern, knive, værktøj og ammunition.
- En Smith & Wesson Model 500.
- S&W K .22.
- Smith & Wesson Model 29.